# زابینه اشپیتز
زابینه اشپیتز (آلمانی: Sabine Spitz؛ زادهٔ ۲۷ دسامبر ۱۹۷۱) دوچرخه‌سوار اهل آلمان است.
وی همچنین برندهٔ جوایزی همچون برگ بوی نقره‌ای شده‌است.
وی در مسابقات کشوری و بین‌المللی در مجموع برندهٔ ۳ مدال طلا، ۶ مدال نقره، ۳ مدال برنز شده‌است.